# Familia Simpson (sezonul 5)
Al cincilea sezon al serialului de televiziune american The Simpsons a fost difuzat pentru prima dată pe rețeaua Fox între 30 septembrie 1993 și 19 mai 1994. Principalul producător executiv al acestui sezon a fost David Mirkin⁠(d) (20 de episoade), iar alte două episoade au fost realizate de Al Jean⁠(d) și Mike Reiss⁠(d) în timpul sezonului precedent. Sezonul conține unele dintre cele mai faimoase și populare episoade ale serialului, inclusiv „Cape Feare⁠(d)”, „Lisa vs. Malibu Stacy⁠(d)”, „Homer Goes to College⁠(d)”, „Deep Space Homer⁠(d)” și „Rosebud⁠(d)”. De asemenea, acesta include episodul 100 al serialului - „Sweet Seymour Skinner's Baadasssss Song⁠(d)”. Sezonul a fost nominalizat la două premii Primetime Emmy⁠(d) și a câștigat un Premiu Annie⁠(d) la categoria „cel mai bun serial de televiziune animat”, un Premiu Environmental Media⁠(d) și un Premiu Genesis⁠(d). Setul DVD a fost lansat în Regiunea 1 pe 21 decembrie 2004, Regiunea 2 pe 21 martie 2005 și Regiunea 4 pe 23 martie 2005.

## Producție
A fost primul sezon produs de David Mirkin, cel care va fi responsabil și de sezonul următor. O parte din scenariștii originali ai serialului, implicați în proiectul de televiziune încă de la primul sezon, au părăsit echipa după încheierea sezonului patru. „Cape Feare” a fost ultimul episod produs de „echipa originală”. Jay Kogen⁠(d), Wallace Wolodarsky⁠(d), Sam Simon⁠(d) și Jeff Martin⁠(d) au scris ultimele episoade ale sezonului patru. Producătorii executivi Al Jean și Mike Reiss au părăsit serialul pentru a produce emisiunea The Critic⁠(d), dar au revenit în sezoanele următoare, iar Jean a devenit din nou producător începând cu sezonul 13. George Meyer⁠(d) și John Swartzwelder⁠(d), Conan O'Brien, Frank Mula⁠(d) și viitorii producători executivi Bill Oakley⁠(d) și Josh Weinstein⁠(d) au rămas în echipă. O'Brien avea să părăsească serialul la jumătatea producției pentru a deveni gazda emisiunii NBC Late Night with Conan O'Brien⁠(d). Acesta lucra la episodul „Homer Goes to College⁠(d)” când a aflat decizia și a fost obligat să renunțe la contract. Ulterior, acesta a avut un rol cameo în „Bart Gets Famous⁠(d)”.
O echipă complet nouă de scenariști a fost alcătuită pentru acest sezon. Jace Richdale⁠(d) a fost primul angajat de Mirkin, iar alți scriitori selectați au fost Greg Daniels⁠(d) și Dan McGrath⁠(d). Mike Scully a scris episodul „Lisa's Rival⁠(d)” pentru acest sezon, însă a fost difuzat în următorul. Doi scenariști independenți au participat la scrierea episoadelor: David Richardson⁠(d) a scris „Homer Loves Flanders⁠(d)” și Bill Canterbury a contribuit la alte două episoade. Bob Anderson⁠(d) și Susie Dietter⁠(d), însărcinați în trecut de procesul de animație, au devenit regizori.
Sezonul a început cu episodul „Homer's Barbershop Quartet⁠(d)”, ales să fie primul episod al sezonului datorită apariției lui George Harrison. Reprezentanții companiei Fox și-au dorit ca acesta să începă cu „Homer Goes to College”, deoarece era o parodie a filmului National Lampoon’s Animal House⁠(d), dar scenariștii au considerat că „Homer’s Barbershop Quartet” ar fi un episod mai bun pentru premieră. Următorul episod al sezonului - „Cape Feare” - a fost ultimul scris de echipa originală de scenariști și l-a avut ca invitat pe actorul Kelsey Grammer în rolul lui Sideshow Bob⁠(d). În comparație cu episoadele precedente, episodul a avut mai multe elemente caricaturistice, acestea fiind cauzate de indiferența personalului însărcinat cu partea artistică, o mare parte dintre aceștia urmând să plece după încheierea producției, și de durata scurtă a episodului; cele două au contribuit la crearea memorabilei scene cu Sideshow Bob și grebla⁠(d). „Cape Feare” și „Rosebud” au fost ambele difuzate la începutul sezonului și sunt printre cele mai celebre episoade ale serialului, ambele s-au clasat pe lista celor mai bune 25 de episoade ale Familiei Simpson realizată de Entertainment Weekly. Episodul „Deep Space Homer” a fost singurul scris de David Mirkin și a fost controversat în rândul scenariștilor serialului, unii considerând că a-l trimite pe Homer într-o călătorie spațială este o idee absurdă care nu putea fi dezvoltată. „Sweet Seymour Skinner’s Baadasssss Song” a fost cel de-al 100-lea episod al serialului și a fost promovat drept „cea mai mare farsă realizată de Bart”, deși Bart nu pune la cale nicio festă în episod. Cletus Spuckler⁠(d) și texanul Richard O'Hara⁠(d) au fost singurele personaje secundare introduse în acest episod, fiind prezentate pentru prima dată în „Bart Gets an Elephant⁠(d)”, respectiv în „$pringfield (or, How I Learned to Stop Worrying and Love Legalized Gambling)⁠(d)”. Alte personaje minore prezente în premieră în acest sezon au fost Luigi⁠(d) și bebelușul Gerald⁠(d). Episoadele „Bart of Darkness⁠(d)” și „Lisa's Rival⁠(d)” au fost produse ca parte a sezonului cinci (1F), dar ambele au fost difuzate în sezonul următor.

## Distribuție

### Personaje principale
- Dan Castellaneta - Homer Simpson, Abraham Simpson, Krusty the Clown⁠(d), Groundskeeper Willie⁠(d), Barney Gumble⁠(d) și alte personaje
- Julie Kavner⁠(d) - Marge Simpson, Patty Bouvier⁠(d), Selma Bouvier⁠(d) și alte personaje
- Nancy Cartwright - Bart Simpson, Nelson Muntz⁠(d), Ralph Wiggum⁠(d) și alte personaje
- Yeardley Smith⁠(d) - Lisa Simpson
- Harry Shearer⁠(d) - Montgomery Burns, Waylon Smithers⁠(d), Ned Flanders⁠(d), Seymour Skinner⁠(d), Lenny Leonard⁠(d), Kent Brockman⁠(d), Timothy Lovejoy⁠(d) și alte personaje
- Hank Azaria - Moe Szyslak⁠(d), Clancy Wiggum⁠(d), profesorul Frink⁠(d), Jeff Albertson⁠(d), Apu⁠(d), Bumblebee Man⁠(d) și alte personaje

### Personaje secundare
- Pamela Hayden⁠(d) - Milhouse van Houten⁠(d), Jimbo Jones⁠(d)
- Maggie Roswell⁠(d) - Maude Flanders⁠(d), Helen Lovejoy⁠(d) și domnișoara Hoover⁠(d)
- Russi Taylor - Martin Prince⁠(d) și Sherri și Terri⁠(d)
- Tress MacNeille⁠(d) - Agnes Skinner⁠(d)
- Marcia Wallace⁠(d) - Edna Krabappel⁠(d)
- Joe Mantegna - Fat Tony⁠(d)
- Frank Welker⁠(d) - Santa's Little Helper⁠(d), diverse animale

### Invitați
- Phil Hartman⁠(d) - Troy McClure, Lionel Hutz (diverse episoade)
- George Harrison - George Harrison („Homer's Barbershop Quartet”)
- David Crosby - David Crosby („Homer's Barbershop Quartet”)
- The Dapper Dans⁠(d) - vocile formației Be Sharps („Homer's Barbershop Quartet”)
- Kelsey Grammer - Sideshow Bob („Cape Feare”)
- The Ramones - („Rosebud”)
- Pamela Reed - Ruth Powers („Marge on the Lam”)
- George Fenneman - narator („Marge on the Lam”)
- Albert Brooks - Brad Goodman („Bart's Inner Child”)
- James Brown - James Brown („Bart's Inner Child”)
- Ernest Borgnine - Ernest Borgnine („Boy-Scoutz 'n the Hood”)
- Michelle Pfeiffer - Mindy Simmons („The Last Temptation of Homer”)
- Werner Klemperer - colonelul Klink („The Last Temptation of Homer”)
- Gerry Cooney - Gerry Cooney („$pringfield (or, How I Learned to Stop Worrying and Love Legalized Gambling)”)
- Robert Goulet - Robert Goulet („$pringfield (or, How I Learned to Stop Worrying and Love Legalized Gambling)”)
- Sam Neill - Molloy („Homer the Vigilante”)
- Conan O'Brien - Conan O'Brien („Bart Gets Famous”)
- James Woods - James Woods („Homer and Apu”)
- Kathleen Turner - Stacy Lovell („Lisa vs. Malibu Stacy”)
- Buzz Aldrin - Buzz Aldrin („Deep Space Homer”)
- James Taylor - James Taylor („Deep Space Homer”)

## Recepție
Pe Rotten Tomatoes, cel de-al cincilea sezon din Familia Simpson are un rating de aprobare de 100% bazat pe 5 recenzii.

### Premii
Familia Simpson a câștigat un premiu Annie la categoria „cea mai bună producție de televiziune animată⁠(d)”, în timp ce David Silverman⁠(d) a fost nominalizat la categoria „Best Individual Achievement for Creative Supervision in the Field of Animation”. „Bart Gets an Elephant” a câștigat atât un premiu Environmental Media pentru „cel mai bun serial de comedie”, cât și un premiu Genesis pentru „cel mai bun serial de comedie”.
La Premiile Primetime Emmy, Alf Clausen⁠(d) și Greg Daniels⁠(d) au obținut o nominalizare la categoria „cea mai bună melodie” pentru piesa „Who Needs The Kwik-E-Mart?” din episodul „Homer and Apu”. Clausen a fost, de asemenea, nominalizat pentru „cea mai bună compoziție medical dintr-un serial” pentru episodul „Cape Feare”. Producătorii au propus episoade pentru categoria „cel mai bun serial de comedie” și nu pentru „cel mai bun serial de animație⁠(d). Familia Simpson a fost nominalizată la Premiul Saturn pentru „cel mai bun serial de televiziune”.
La cea de-a zecea ediție anuală a Premiilor Television Critics Association, cel de-al cincilea sezon a fost nominalizat la categoria „Outstanding Achievement in Comedy”, dar a pierdut în fața serialului Frasier.

### Rating
La fel ca cele trei sezoane precedente, serialul Familia Simpson a fost difuzat joi la ora 20:00 în Statele Unite și a fost cuplat cu The Sinbad Show⁠(d). „Homer's Barbershop Quartet”, primul episod, a terminat pe locul 30, având un rating Nielsen de 12,7. „Treehouse of Horror IV⁠(d)”, difuzat pe 28 octombrie, a fost cel mai bine cotat episod al sezonului, terminând pe locul 17, cu un rating Nielsen de 14,5 și o audiență de aproximativ 24 de milioane de telespectatori. „Secrets of a Successful Marriage⁠(d)”, ultimul episod al sezonului, a fost difuzat în perioada 16–22 mai 1994 și a terminat pe locul 43, având un rating Nielsen de 9,8.

## Episoade
| Nr. | Episodul | Titlu                                                                          | Regizor         | Scenarist                    | Data difuzării     | Cod de producței | Audiență SUA (milioane) |
| --- | -------- | ------------------------------------------------------------------------------ | --------------- | ---------------------------- | ------------------ | ---------------- | ----------------------- |
| 82  | 1        | „Homer's Barbershop Quartet"                                                   | Mark Kirkland   | Jeff Martin                  | 30 septembrie 1993 | 9F21             | 19.9                    |
|     |          |                                                                                |                 |                              |                    |                  |                         |
| 83  | 2        | „Cape Feare"                                                                   | Rich Moore      | Jon Vitti                    | 7 octombrie 1993   | 9F22             | 20.0                    |
|     |          |                                                                                |                 |                              |                    |                  |                         |
| 84  | 3        | „Homer Goes to College"                                                        | Jim Reardon     | Conan O'Brien                | 14 octombrie 1993  | 1F02             | 18.1                    |
|     |          |                                                                                |                 |                              |                    |                  |                         |
| 85  | 4        | „Rosebud⁠(d)”                                                                   | Wes Archer      | John Swartzwelder            | 21 octombrie 1993  | 1F01             | 19.5                    |
|     |          |                                                                                |                 |                              |                    |                  |                         |
| 86  | 5        | „Treehouse of Horror IV"                                                       | David Silverman | Conan O'Brien                | 28 octombrie 1993  | 1F04             | 24.0                    |
| 86  | 5        | „Treehouse of Horror IV"                                                       | David Silverman | Greg Daniels & Dan McGrath   | 28 octombrie 1993  | 1F04             | 24.0                    |
| 86  | 5        | „Treehouse of Horror IV"                                                       | David Silverman | Bill Oakley & Josh Weinstein | 28 octombrie 1993  | 1F04             | 24.0                    |
| 86  | 5        | „Treehouse of Horror IV"                                                       | David Silverman | Bill Canterbury              | 28 octombrie 1993  | 1F04             | 24.0                    |
| 87  | 6        | „Marge on the Lam"                                                             | Mark Kirkland   | Bill Canterbury              | 4 noiembrie 1993   | 1F03             | 21.7                    |
|     |          |                                                                                |                 |                              |                    |                  |                         |
| 88  | 7        | „Bart's Inner Child"                                                           | Bob Anderson    | George Meyer                 | 11 noiembrie 1993  | 1F05             | 18.7                    |
|     |          |                                                                                |                 |                              |                    |                  |                         |
| 89  | 8        | „Boy-Scoutz 'n the Hood"                                                       | Jeffrey Lynch   | Dan McGrath                  | 18 noiembrie 1993  | 1F06             | 20.1                    |
|     |          |                                                                                |                 |                              |                    |                  |                         |
| 90  | 9        | „The Last Temptation of Homer"                                                 | Carlos Baeza    | Frank Mula                   | 9 decembrie 1993   | 1F07             | 20.6                    |
|     |          |                                                                                |                 |                              |                    |                  |                         |
| 91  | 10       | „$pringfield (or, How I Learned to Stop Worrying and Love Legalized Gambling)" | Wes Archer      | Bill Oakley & Josh Weinstein | 16 decembrie 1993  | 1F08             | 17.9                    |
|     |          |                                                                                |                 |                              |                    |                  |                         |
| 92  | 11       | „Homer the Vigilante"                                                          | Jim Reardon     | John Swartzwelder            | 6 ianuarie 1994    | 1F09             | 20.1                    |
|     |          |                                                                                |                 |                              |                    |                  |                         |
| 93  | 12       | „Bart Gets Famous"                                                             | Susie Dietter   | John Swartzwelder            | 3 februarie 1994   | 1F11             | 20.0                    |
|     |          |                                                                                |                 |                              |                    |                  |                         |
| 94  | 13       | „Homer and Apu"                                                                | Mark Kirkland   | Greg Daniels                 | 10 februarie 1994  | 1F10             | 21.8                    |
|     |          |                                                                                |                 |                              |                    |                  |                         |
| 95  | 14       | „Lisa vs. Malibu Stacy"                                                        | Jeffrey Lynch   | Bill Oakley & Josh Weinstein | 17 februarie 1994  | 1F12             | 19.9                    |
|     |          |                                                                                |                 |                              |                    |                  |                         |
| 96  | 15       | „Deep Space Homer"                                                             | Carlos Baeza    | David Mirkin                 | 24 februarie 1994  | 1F13             | 18.2                    |
|     |          |                                                                                |                 |                              |                    |                  |                         |
| 97  | 16       | „Homer Loves Flanders"                                                         | Wes Archer      | David Richardson             | 17 martie 1994     | 1F14             | 18.0                    |
|     |          |                                                                                |                 |                              |                    |                  |                         |
| 98  | 17       | „Bart Gets an Elephant"                                                        | Jim Reardon     | John Swartzwelder            | 31 martie 1994     | 1F15             | 17.0                    |
|     |          |                                                                                |                 |                              |                    |                  |                         |
| 99  | 18       | „Burns' Heir"                                                                  | Mark Kirkland   | Jace Richdale                | 14 aprilie 1994    | 1F16             | 14.7                    |
|     |          |                                                                                |                 |                              |                    |                  |                         |
| 100 | 19       | „Sweet Seymour Skinner's Baadasssss Song"                                      | Bob Anderson    | Bill Oakley & Josh Weinstein | 28 aprilie 1994    | 1F18             | 19.7                    |
|     |          |                                                                                |                 |                              |                    |                  |                         |
| 101 | 20       | „The Boy Who Knew Too Much⁠(d)"                                                 | Jeffrey Lynch   | John Swartzwelder            | 5 mai 1994         | 1F19             | 15.5                    |
|     |          |                                                                                |                 |                              |                    |                  |                         |
| 102 | 21       | „Lady Bouvier's Lover"                                                         | Wes Archer      | Bill Oakley & Josh Weinstein | 12 mai 1994        | 1F21             | 15.1                    |
|     |          |                                                                                |                 |                              |                    |                  |                         |
| 103 | 22       | „Secrets of a Successful Marriage"                                             | Carlos Baeza    | Greg Daniels                 | 19 mai 1994        | 1F20             | 15.6                    |
|     |          |                                                                                |                 |                              |                    |                  |                         |